# جزین، لبنان
جزین (به عربی: جزین) شهری در استان جنوبی لبنان کشور لبنان است که در سرشماری سال ۲۰۰۵ میلادی، ۱۳٫۴۷۶ نفر جمعیت داشته است.

## جستارهای وابسته

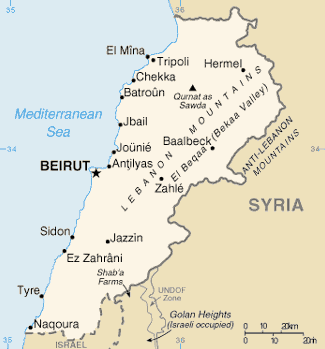
نقشهٔ لبنان